# Planet Earth (Duran Duran)
Planet Earth è il primo singolo dei Duran Duran, estratto nel 1981 dall'omonimo album di debutto della band inglese, pubblicato nello stesso anno.
Il disco raggiunse la posizione numero 12 nella UK Singles Chart e la posizione numero 8 nella Australian charts.

## Tracce del singolo

### Versione vinile 7"
1. Planet Earth – 3:59
2. Late Bar – 2:54

### Versione vinile 12"
1. Planet Earth (Night Version) – 6:20
2. Planet Earth – 3:59
3. Late Bar – 2:54